# 奧珀戈爾
奧珀戈爾（挪威語：Oppegård）是挪威阿克什胡斯郡的一個旧市镇，2020年1月1日和希市镇合并为北福洛市镇，并隶属新成立的维肯郡。